# Giovanni d'Aniello
Giovanni d'Aniello (* 5. ledna 1955 Aversa) je italský římskokatolický duchovní, arcibiskup a diplomat.

## Život
Narodil se 5. ledna 1955 v Averse.
Vstoupil do kněžského semináře a po teologickém studiu byl 8. prosince 1978 biskupem Antoniem Cece vysvěcen na kněze a inkardinován do diecéze Aversa. Poté odešel do Říma, kde se věnoval studiu kanonického práva. Je absolventem studia diplomacie na Papežské církevní akademii.
Dne 1. června 1983 vstoupil do diplomatických služeb Svatého stolce. Působil na apoštolských nunciaturách v Burundi, Thajsku, Libanonu a Brazílii. Následně přešel do sekce pro vztahy se státy Státního sekretariátu. Dne 15. prosince 2001 jej papež Jan Pavel II. jmenoval apoštolským nunciem v Konžské demokratické republice a titulárním arcibiskupem z Pesta. Biskupské svěcení přijal 6. ledna 2002 z rukou papeže a spolusvětiteli byli arcibiskup Leonardo Sandri a arcibiskup Robert Sarah.
Dne 22. září 2010 byl papežem Benediktem XVI. ustanoven nunciem v Kambodži, Thajsku a apoštolským delegátem v Laosu a Myanmaru. Tyto úřady zastával do 10. února 2012, kdy byl převeden na nunciaturu v Brazílii.
Dne 1. června 2020 jej papež František ustanovil apoštolským nunciem v Rusku a 14. ledna následujícího roku mu byla přidána nunciatura v Uzbekistánu.